# Schleching
Schleching è un comune tedesco di 1 772 abitanti, situato nel land della Baviera.